# Rudolf Schejbal
Rudolf Schejbal (* 4. April 1940 in Plzeň; † 6. Februar 1999) war ein tschechoslowakischer Radrennfahrer und nationaler Meister im Radsport.

## Sportliche Laufbahn
1959 wurde Schejbal nationaler Meister im Mannschaftszeitfahren. 1961 gewann er das Etappenrennen Polen–Tschechoslowakei. 1962 siegte er im Etappenrennen Košice–Tatry–Košice. Auch die Lidice-Rundfahrt entschied er für sich. In der Jugoslawien-Rundfahrt gewann er eine Etappe. 1967 holte er einen Etappenerfolg im Grand Prix de l’Humanité.
Die Internationale Friedensfahrt fuhr er dreimal. 1964 wurde er beim Sieg seines Teamkameraden Jan Smolík 26., 1965 13. und 1962 schied er aus.
Bei den UCI-Straßen-Weltmeisterschaften 1962 wurde er im Einzelrennen 52.